# 84 Ursae Majoris
84 Ursae Majoris, eller CR Ursae Majoris, är en roterande variabel av Alfa2 Canum Venaticorum-typ (ACV) i stjärnbilden Stora björnen.
Stjärnan varierar mellan visuell magnitud +5,65 och 5,7 med en period av 1,37996 dygn.